# Transició quàntica
Una transició quàntica , transició electrònica àtòmica o salt quàntic és un canvi brusc de l'estat físic d'un sistema quàntic de forma pràcticament instantània. Aquest nom s'aplica a diverses situacions. L'expressió salt es refereix al fet que el fenomen quàntic quàntic contradiu obertament el principi filosòfic repetit per Newton i Leibniz sobre que Natura non facit saltus (= 'La natura no fa salts').

## Electrons en un àtom
Sovint s'aplica el terme salt quàntic al canvi d'estat d'un electró que passa d'un nivell d'energia menor a un altre de major, dins un àtom mitjançant l'emissió o absorció d'un fotó. Aquest canvi és discontinu i no està regit per l'equació de Schrödinger: l'electró salta d'un nivell menor a un altre de major energia de manera pràcticament instantània.
Els salts quàntics són l'única causa de l'emissió de radiació electromagnètica incloent la llum, que ocorre en unitats quantitzades anomenades fotons.

## Col·lapse de l'estat quàntic
Esporàdicament s'aplica el terme a l'evolució aleatòria i no determinista que pateix un sistema quàntic en realitzar-se un mesurament sobre ell. Les dificultats de com succeeix aquest col·lapse es coneixen com a problema del mesurament.